# 千葉市立幕張小学校
千葉市立幕張小学校（ちばしりつ まくはりしょうがっこう）は、千葉県千葉市花見川区幕張町4丁目にある公立小学校。通称は「幕小」など。

## 沿革[1]
- 1873年 - 馬加村龍生院を教場として開校。
- 1889年 - 「千葉郡幕張村立浜田尋常小学校」と称する。
- 1896年 - 馬加村は幕張町となり、「幕張尋常高等小学校」と改称する。
- 1928年 - 創立記念日を５月２３日と定める。
- 1954年 - 千葉市に合併され「千葉市立幕張小学校」と改称する。
- 1966年 - プール及び体育館建設。
- 1968年 - 千葉市立幕張東小学校新設により学区変更。
- 1972年 - 創立100周年行事。
- 1973年 - 千葉市立幕張西小学校新設により学区変更。
- 1979年 - 千葉市立幕張南小学校新設により学区変更。
- 1981年 - 千葉市立上の台小学校新設により学区変更。
- 1985年 - 千葉市立西の谷小学校新設により学区変更。
- 1991年 - 創立120周年行事。
- 1993年 - 校内電話設置。
- 1994年 - 多目的室完成。
- 1997年 - コンピュータ室完成。
- 1998年 - 情緒障害児学級設置。
- 2001年 - 創立130周年行事。
- 2006年 - 校庭大規模改修。
- 2011年 - 創立140周年行事。
- 2021年 - 創立150周年行事。

## 学校教育目標

### 学校教育目標（2021）
よさを認め合い、豊かな生活を創りだす子どもの育成 ― 人に優しく チャレンジ 礼儀正しく ―

## 交通アクセス[2]

### 電車
- JR東日本  中央・総武線「幕張駅」下車徒歩8分
- 京成電鉄  京成千葉線「京成幕張駅」下車徒歩3分

### 自動車
- 国道14号　イトーヨーカドー幕張店を目印に武石インター方面へ。二つ目の信号、幕張4丁目の交差点を通過後、すぐに左折その後、一つ目の信号を通過後、すぐに右折。

## 周辺施設
- 千葉市立幕張中学校
- JR幕張駅
- 京成幕張駅
- 千葉市立幕張東小学校
- 千葉市立幕張南小学校
- イトーヨーカドー幕張店

## 著名な出身者
- 椎名誠（小説家、エッセイスト、写真家、映画監督）